# کنوانسیون تروریسم هسته‌ای
کنوانسیون تروریسم هسته‌ای (انگلیسی: Nuclear Terrorism Convention)؛ (به‌طور رسمی: کنوانسیون بین‌المللی برای جلوگیری از اعمال تروریسم هسته‌ای) در سال ۲۰۰۵ در معاهده سازمان ملل متحد برای غیرقانونی کردن اعمال تروریسم هسته ای و برای ترویج پلیس و همکاری قضایی برای بررسی و مجازات تروریسم هسته‌ای طراحی شد. در سپتامبر ۲۰۱۶، این کنوانسیون با ۱۱۵ امضاء کننده و ۱۰۶ کشور شرکت کننده، از جمله قدرت‌های هسته‌ای چین، فرانسه، هند، روسیه، انگلیس و ایالات متحده بتصویب رسید.
این کنوانسیون طیف گسترده‌ای از اقدامات و اهداف احتمالی، از جمله نیروگاه‌های هسته ای و رآکتورهای هسته ای را شامل می‌شود، تهدید و اجبار و تلاش برای ارتکاب یا به عنوان یک همدست در چنین جنایاتی را پوشش می‌دهد؛ تصریح می‌کند که مجرم یا باید مسترد یا تحت پیگرد قانونی قرار گیرد. این کنوانسیون دولت‌ها را تشویق می‌کند تا در پیشگیری از حملات تروریستی با به اشتراک گذاری اطلاعات و کمک به یکدیگر در ارتباط با تحقیقات جنایی و اقدامات استرداد و آئین دادرسی کیفری همکاری کنند؛ و با هر دو وضعیت بحرانی کمک دولت‌ها برای حل وضعیت و بحران پیش‌آمده با ارائه مواد هسته‌ای امن از طریق آژانس بین‌المللی انرژی اتمی (IAEA) برخورد بکند.

## تعریف جرم تروریسم هسته‌ای
ماده ۲ این کنوانسیون، تخطی از تروریسم هسته ای را به شرح زیر تعریف می‌کند:
۱. هر شخصی در تعریف این کنوانسیون، اگر این شخص غیرقانونی و عمداً:
(الف) دارای مواد رادیواکتیو بوده یا آنرا تولید کند یا دارای یک دستگاه تولید باشد:
(i) با هدف کشتن یا آسیب جدی جسمی؛ یا
(ii) با قصد آسیب جدی به اموال یا محیط زیست؛
(ب) استفاده به هر نحو از مواد رادیواکتیو یا وسیله آن، یا استفاده یا آسیب رساندن به تأسیسات هسته ای، به طوری که باعث انتشار مواد رادیواکتیو یا خطر آن بکند:
(i) با هدف کشته شدن یا آسیب جدی جسمی؛ یا
(ii) با قصد آسیب جدی به اموال یا محیط زیست؛ یا
(iii) با هدف وادار کردن یک فرد طبیعی یا قانونی، یک سازمان بین‌المللی یا یک دولت برای انجام یا عدم انجام یک اقدام مشخص.
در عین حال، ماده ۴ این کنوانسیون به صراحت استفاده از دستگاه‌های هسته ای در طی درگیری‌های مسلحانه بدون تشخیص قانونی بودن استفاده از سلاح‌های هسته ای را منع می‌کند:

1. هیچ چیز در این کنوانسیون بر حقوق، تعهدات و مسئولیت‌های دولت‌ها و افراد تحت قانون بین‌المللی، به ویژه اهداف و اصول منشور سازمان ملل و قوانین بین‌المللی بشردوستانه، تأثیر نمی‌گذارد.
2. فعالیت‌های نیروهای مسلح در یک درگیری مسلحانه، همان‌طور که این اصطلاحات تحت قانون بین‌المللی بشردوستانه که توسط این قانون اداره می‌شوند، تحت کنترل این کنوانسیون نیست و فعالیت‌های انجام شده توسط نیروهای نظامی یک ایالت در عملیات خود وظایف رسمی، به نحوی که تحت قوانین دیگر بین‌المللی اداره می‌شوند، تحت این کنوانسیون اداره نمی‌شوند.
3. مفاد بند ۲ این ماده نباید به عنوان اعتراض یا اعمال قانونی در غیر این صورت اعمال غیرقانونی یا جلوگیری از تعقیب قانونی تحت قوانین دیگر تفسیر شود.
4. این کنوانسیون نشانی از آن را نمی‌دهد و نمی‌توان آنرا تفسیر کرد، به نحوی که موضوع مشروعیت استفاده یا تهدید استفاده از سلاح‌های هسته ای توسط ایالات متحده باشد.

## کشورهای عضو
در سپتامبر ۲۰۱۶، ۱۰۶ کشور عضو کنوانسیون وجود داشت.
اسامی کشورهای عضو:
| کشورهای عضو            | امضاء شده       | تصویب           | اجرا            |
| ---------------------- | --------------- | --------------- | --------------- |
| افغانستان              | ۲۹ دسامبر ۲۰۰۵  | ۲۵ مارس ۲۰۱۳    | ۲۴ آوریل ۲۰۱۳   |
| الجزایر                | —               | ۳ مارس ۲۰۱۱     | ۲ آوریل ۲۰۱۱    |
| آنتیگوآ و باربودا      | —               | ۱ دسامبر ۲۰۰۹   | ۳۱ دسامبر ۲۰۰۹  |
| آرژانتین               | ۱۴ سپتامبر ۲۰۰۵ | ۸ آوریل ۲۰۱۶    | ۸ مه ۲۰۱۶       |
| ارمنستان               | ۱۵ سپتامبر ۲۰۰۵ | ۲۲ سپتامبر ۲۰۱۰ | ۲۲ اکتبر ۲۰۱۰   |
| استرالیا               | ۱۴ سپتامبر ۲۰۰۵ | ۱۶ مارس ۲۰۱۲    | ۱۵ آوریل ۲۰۱۲   |
| اتریش                  | ۱۵ سپتامبر ۲۰۰۵ | ۱۴ سپتامبر ۲۰۰۶ | ۷ ژوئیه ۲۰۰۷    |
| جمهوری آذربایجان       | ۱۵ سپتامبر ۲۰۰۵ | ۲۸ ژانویه ۲۰۰۹  | ۲۷ فوریه ۲۰۰۹   |
| بحرین                  | —               | ۴ مه ۲۰۱۰       | ۳ ژوئن ۲۰۱۰     |
| بنگلادش                | —               | ۷ ژوئن ۲۰۰۷     | ۷ ژوئیه ۲۰۰۷    |
| بلاروس                 | ۱۵ سپتامبر ۲۰۰۵ | ۱۳ مارس ۲۰۰۷    | ۷ ژوئیه ۲۰۰۷    |
| بلژیک                  | ۱۴ سپتامبر ۲۰۰۵ | ۲ اکتبر ۲۰۰۹    | ۱ نوامبر ۲۰۰۹   |
| برزیل                  | ۱۶ سپتامبر ۲۰۰۵ | ۲۵ سپتامبر ۲۰۰۹ | ۲۵ اکتبر ۲۰۰۹   |
| بوروندی                | ۲۹ مارس ۲۰۰۶    | ۲۴ سپتامبر ۲۰۰۸ | ۲۴ اکتبر ۲۰۰۸   |
| کانادا                 | ۱۴ سپتامبر ۲۰۰۵ | ۲۱ نوامبر ۲۰۱۳  | ۲۱ دسامبر ۲۰۱۳  |
| جمهوری آفریقای مرکزی   | —               | ۱۹ فوریه ۲۰۰۸   | ۲۰ مارس ۲۰۰۸    |
| شیلی                   | ۲۲ سپتامبر ۲۰۰۵ | ۲۷ سپتامبر ۲۰۱۰ | ۲۰ مارس ۲۰۰۸    |
| چین                    | ۱۴ سپتامبر ۲۰۰۵ | ۸ نوامبر ۲۰۱۰   | ۸ دسامبر ۲۰۱۰   |
| کومور                  | —               | ۱۲ مارس ۲۰۰۷    | ۷ ژوئیه ۲۰۰۷    |
| جمهوری دموکراتیک کنگو  | —               | ۲۳ سپتامبر ۲۰۱۰ | ۲۳ اکتبر ۲۰۱۰   |
| کاستاریکا              | ۱۵ سپتامبر ۲۰۰۵ | ۲۱ فوریه ۲۰۱۳   | ۲۳ مارس ۲۰۱۳    |
| ساحل عاج               | —               | ۱۲ مارس ۲۰۱۲    | ۱۱ آوریل ۲۰۱۲   |
| کرواسی                 | ۱۶ سپتامبر ۲۰۰۵ | ۳۰ مه ۲۰۰۷      | ۷ ژوئیه ۲۰۰۷    |
| کوبا                   | —               | ۱۷ ژوئن ۲۰۰۹    | ۱۷ ژوئیه ۲۰۰۹   |
| قبرس                   | ۱۵ سپتامبر ۲۰۰۵ | ۲۸ ژانویه ۲۰۰۸  | ۲۷ فوریه ۲۰۰۸   |
| جمهوری چک              | ۱۵ سپتامبر ۲۰۰۵ | ۲۵ ژوئیه ۲۰۰۶   | ۷ ژوئیه ۲۰۰۷    |
| دانمارک                | ۱۴ سپتامبر ۲۰۰۵ | ۲۰ مارس ۲۰۰۷    | ۷ ژوئیه ۲۰۰۷    |
| جیبوتی                 | ۱۴ ژوئن ۲۰۰۶    | ۲۵ آوریل ۲۰۱۴   | ۲۵ مه ۲۰۱۴      |
| جمهوری دومینیکن        | —               | ۱۱ ژوئن ۲۰۰۸    | ۱۱ ژوئیه ۲۰۰۸   |
| السالوادور             | ۱۶ سپتامبر ۲۰۰۵ | ۲۷ نوامبر ۲۰۰۶  | ۷ ژوئیه ۲۰۰۷    |
| فیجی                   | —               | ۱۵ مه ۲۰۰۸      | ۱۴ ژوئن ۲۰۰۸    |
| فنلاند                 | ۱۴ سپتامبر ۲۰۰۵ | ۱۳ ژانویه ۲۰۰۹  | ۱۲ فوریه ۲۰۰۹   |
| فرانسه                 | ۱۴ سپتامبر ۲۰۰۵ | ۱۱ سپتامبر ۲۰۱۳ | ۱۱ اکتبر ۲۰۱۳   |
| گابن                   | ۱۵ سپتامبر ۲۰۰۵ | ۱ اکتبر ۲۰۰۷    | ۳۱ اکتبر ۲۰۰۷   |
| گرجستان                | —               | ۲۳ آوریل ۲۰۱۰   | ۲۳ مه ۲۰۱۰      |
| آلمان                  | ۱۵ سپتامبر ۲۰۰۵ | ۸ فوریه ۲۰۰۸    | ۹ مارس ۲۰۰۸     |
| گینه بیسائو            | —               | ۶ اوت ۲۰۰۸      | ۵ سپتامبر ۲۰۰۸  |
| مجارستان               | ۱۴ سپتامبر ۲۰۰۵ | ۱۲ آوریل ۲۰۰۷   | ۷ ژوئیه ۲۰۰۷    |
| هند                    | ۲۴ ژوئیه ۲۰۰۶   | ۱ دسامبر ۲۰۰۶   | ۷ ژوئیه ۲۰۰۷    |
| اندونزی                | —               | ۳۰ سپتامبر ۲۰۱۴ | ۳۰ اکتبر ۲۰۱۴   |
| عراق                   | —               | ۱۳ مه ۲۰۱۳      | ۱۲ ژوئن ۲۰۱۳    |
| ایتالیا                | ۱۴ سپتامبر ۲۰۰۵ | ۲۱ اکتبر ۲۰۱۶   | ۲۰ نوامبر ۲۰۱۶  |
| جامائیکا               | ۵ دسامبر ۲۰۰۶   | ۲۷ دسامبر ۲۰۱۳  | ۲۶ ژانویه ۲۰۱۴  |
| ژاپن                   | ۱۵ سپتامبر ۲۰۰۵ | ۳ اوت ۲۰۰۷      | ۲ سپتامبر ۲۰۰۷  |
| اردن                   | ۱۶ نوامبر ۲۰۰۵  | ۲۹ ژانویه ۲۰۱۶  | ۲۸ فوریه ۲۰۱۶   |
| قزاقستان               | ۱۶ سپتامبر ۲۰۰۵ | ۳۱ ژوئیه ۲۰۰۸   | ۲ سپتامبر ۲۰۰۷  |
| کنیا                   | ۱۵ سپتامبر ۲۰۰۵ | ۱۳ آوریل ۲۰۰۶   | ۷ ژوئیه ۲۰۰۷    |
| کیریباتی               | ۱۵ سپتامبر ۲۰۰۵ | ۲۶ سپتامبر ۲۰۰۸ | ۲۶ اکتبر ۲۰۰۸   |
| کره جنوبی              | ۱۶ سپتامبر ۲۰۰۵ | ۲۹ مه ۲۰۱۴      | ۲۸ ژوئن ۲۰۱۴    |
| کویت                   | ۱۶ سپتامبر ۲۰۰۵ | ۵ سپتامبر ۲۰۱۳  | ۵ اکتبر ۲۰۱۳    |
| قرقیزستان              | ۵ مه ۲۰۰۶       | ۲ اکتبر ۲۰۰۷    | ۱ نوامبر ۲۰۰۷   |
| لتونی                  | ۱۶ سپتامبر ۲۰۰۵ | ۲۵ ژوئیه ۲۰۰۶   | ۷ ژوئیه ۲۰۰۷    |
| لبنان                  | ۲۳ سپتامبر ۲۰۰۵ | ۱۳ نوامبر ۲۰۰۶  | ۷ ژوئیه ۲۰۰۷    |
| لسوتو                  | ۱۶ سپتامبر ۲۰۰۵ | ۲۲ سپتامبر ۲۰۱۰ | ۲۲ اکتبر ۲۰۱۰   |
| لیبی                   | ۱۶ سپتامبر ۲۰۰۵ | ۲۲ دسامبر ۲۰۰۸  | ۲۱ ژانویه ۲۰۰۹  |
| لیختن‌اشتاین            | ۱۶ سپتامبر ۲۰۰۵ | ۲۵ سپتامبر ۲۰۰۹ | ۲۱ ژانویه ۲۰۰۹  |
| لیتوانی                | ۱۶ سپتامبر ۲۰۰۵ | ۱۹ ژوئیه ۲۰۰۷   | ۱۸ اوت ۲۰۰۷     |
| لوکزامبورگ             | ۱۵ سپتامبر ۲۰۰۵ | ۲ اکتبر ۲۰۰۸    | ۱ نوامبر ۲۰۰۸   |
| مقدونیه شمالی          | ۱۶ سپتامبر ۲۰۰۵ | ۱۹ مارس ۲۰۰۷    | ۷ ژوئیه ۲۰۰۷    |
| مالاوی                 | —               | ۷ اکتبر ۲۰۰۹    | ۶ نوامبر ۲۰۰۹   |
| مالی                   | —               | ۵ نوامبر ۲۰۰۹   | ۵ دسامبر ۲۰۰۹   |
| مالت                   | ۱۵ سپتامبر ۲۰۰۵ | ۲۶ سپتامبر ۲۰۱۲ | ۲۶ اکتبر ۲۰۱۲   |
| موریتانی               | —               | ۲۸ آوریل ۲۰۰۸   | ۲۸ مه ۲۰۰۸      |
| مکزیک                  | ۱۲ ژانویه ۲۰۰۶  | ۲۷ ژوئن ۲۰۰۶    | ۷ ژوئیه ۲۰۰۷    |
| مولدووا                | ۱۶ سپتامبر ۲۰۰۵ | ۱۸ آوریل ۲۰۰۸   | ۱۸ مه ۲۰۰۸      |
| مغولستان               | ۳ نوامبر ۲۰۰۵   | ۶ اکتبر ۲۰۰۶    | ۷ ژوئیه ۲۰۰۷    |
| مراکش                  | ۱۹ آوریل ۲۰۰۶   | ۳۱ مارس ۲۰۱۰    | ۳۰ آوریل ۲۰۱۰   |
| نامیبیا                | —               | ۲ سپتامبر ۲۰۱۶  | ۲ اکتبر ۲۰۱۶    |
| نائورو                 | —               | ۲۴ اوت ۲۰۱۰     | ۲۳ سپتامبر ۲۰۱۰ |
| پادشاهی هلند           | ۱۶ سپتامبر ۲۰۰۵ | ۳۰ ژوئن ۲۰۱۰    | ۳۰ ژوئیه ۲۰۱۰   |
| نیوزیلند               | ۱۴ سپتامبر ۲۰۰۵ | ۱۸ مارس ۲۰۱۶    | ۱۷ آوریل ۲۰۱۶   |
| نیکاراگوئه             | ۱۵ سپتامبر ۲۰۰۵ | ۲۵ فوریه ۲۰۰۹   | ۲۷ مارس ۲۰۰۹    |
| نیجر                   | —               | ۲ ژوئیه ۲۰۰۸    | ۱ اوت ۲۰۰۸      |
| نیجریه                 | —               | ۲۵ سپتامبر ۲۰۱۲ | ۲۵ اکتبر ۲۰۱۲   |
| نروژ                   | ۱۶ سپتامبر ۲۰۰۵ | ۲۰ فوریه ۲۰۱۴   | ۲۲ مارس ۲۰۱۴    |
| پاناما                 | ۲۱ فوریه ۲۰۰۶   | ۲۱ ژوئن ۲۰۰۷    | ۲۱ ژوئیه ۲۰۰۷   |
| پاراگوئه               | ۱۶ سپتامبر ۲۰۰۵ | ۲۹ ژانویه ۲۰۰۹  | ۲۸ فوریه ۲۰۰۹   |
| پرو                    | ۱۴ سپتامبر ۲۰۰۵ | ۲۹ مه ۲۰۰۹      | ۲۸ ژوئن ۲۰۰۹    |
| لهستان                 | ۱۴ سپتامبر ۲۰۰۵ | ۸ آوریل ۲۰۱۰    | ۸ مه ۲۰۱۰       |
| پرتغال                 | ۲۱ سپتامبر ۲۰۰۵ | ۲۵ سپتامبر ۲۰۱۴ | ۲۵ اکتبر ۲۰۱۴   |
| قطر                    | ۱۶ فوریه ۲۰۰۶   | ۱۵ ژانویه ۲۰۱۴  | ۱۴ فوریه ۲۰۱۴   |
| رومانی                 | ۱۴ سپتامبر ۲۰۰۵ | ۲۴ ژانویه ۲۰۰۷  | ۷ ژوئیه ۲۰۰۷    |
| روسیه                  | ۱۴ سپتامبر ۲۰۰۵ | ۲۹ ژانویه ۲۰۰۷  | ۷ ژوئیه ۲۰۰۷    |
| سنت لوسیا              | —               | ۱۲ نوامبر ۲۰۱۲  | ۱۲ دسامبر ۲۰۱۲  |
| سنت وینسنت و گرنادین‌ها | —               | ۸ ژوئیه ۲۰۱۰    | ۷ اوت ۲۰۱۰      |
| سان مارینو             | —               | ۱۶ دسامبر ۲۰۱۴  | ۱۵ ژانویه ۲۰۱۵  |
| عربستان سعودی          | ۲۶ دسامبر ۲۰۰۶  | ۷ دسامبر ۲۰۰۷   | ۶ ژانویه ۲۰۰۸   |
| صربستان                | ۱۵ سپتامبر ۲۰۰۵ | ۲۶ سپتامبر ۲۰۰۶ | ۷ ژوئیه ۲۰۰۷    |
| اسلواکی                | ۱۵ سپتامبر ۲۰۰۵ | ۲۳ مارس ۲۰۰۶    | ۷ ژوئیه ۲۰۰۷    |
| اسلوونی                | ۱۴ سپتامبر ۲۰۰۵ | ۱۷ دسامبر ۲۰۰۹  | ۱۶ ژانویه ۲۰۱۰  |
| جزایر سلیمان           | —               | ۲۴ سپتامبر ۲۰۰۹ | ۲۴ اکتبر ۲۰۰۹   |
| آفریقای جنوبی          | ۱۴ سپتامبر ۲۰۰۵ | ۹ مه ۲۰۰۷       | ۷ ژوئیه ۲۰۰۷    |
| اسپانیا                | ۱۴ سپتامبر ۲۰۰۵ | ۲۲ فوریه ۲۰۰۷   | ۷ ژوئیه ۲۰۰۷    |
| سری‌لانکا               | ۱۴ سپتامبر ۲۰۰۵ | ۲۷ سپتامبر ۲۰۰۷ | ۲۷ اکتبر ۲۰۰۷   |
| سوئد                   | ۱۴ سپتامبر ۲۰۰۵ | ۱۸ اوت ۲۰۱۴     | ۱۷ سپتامبر ۲۰۱۴ |
| سوئیس                  | ۱۴ سپتامبر ۲۰۰۵ | ۱۵ اکتبر ۲۰۰۸   | ۱۴ نوامبر ۲۰۰۸  |
| تونس                   | —               | ۲۸ سپتامبر ۲۰۱۰ | ۲۸ اکتبر ۲۰۱۰   |
| ترکیه                  | ۱۴ سپتامبر ۲۰۰۵ | ۲۴ سپتامبر ۲۰۱۲ | ۲۴ اکتبر ۲۰۱۲   |
| ترکمنستان              | —               | ۲۸ مارس ۲۰۰۸    | ۲۷ آوریل ۲۰۰۸   |
| اوکراین                | ۱۴ سپتامبر ۲۰۰۵ | ۲۵ سپتامبر ۲۰۰۷ | ۲۵ اکتبر ۲۰۰۷   |
| امارات متحده عربی      | —               | ۱۰ ژانویه ۲۰۰۸  | ۹ فوریه ۲۰۰۸    |
| بریتانیا               | ۱۴ سپتامبر ۲۰۰۵ | ۲۴ سپتامبر ۲۰۰۹ | ۲۴ اکتبر ۲۰۰۹   |
| ایالات متحده آمریکا    | ۱۴ سپتامبر ۲۰۰۵ | ۳۰ سپتامبر ۲۰۱۵ | ۳۰ اکتبر ۲۰۱۵   |
| اروگوئه                | ۱۶ سپتامبر ۲۰۰۵ | ۴ مارس ۲۰۱۶     | ۳ آوریل ۲۰۱۶    |
| ازبکستان               | —               | ۲۹ آوریل ۲۰۰۸   | ۲۹ مه ۲۰۰۸      |
| ویتنام                 | —               | ۲۷ سپتامبر ۲۰۱۶ | ۲۷ اکتبر ۲۰۱۶   |
| یمن                    | —               | ۱۳ اکتبر ۲۰۱۴   | ۱۲ نوامبر ۲۰۱۴  |

## امضاکنندگان غیر عضو کنوانسیون هسته‌ای
کشورهای زیر عضو کنوانسیون هسته‌ای نیستند. این کشورها معاهده را امضا کرده‌اند اما تصویب نکرده‌اند.
| State             | Signed          |
| ----------------- | --------------- |
| آلبانی            | ۲۳ نوامبر ۲۰۰۵  |
| آندورا            | ۱۱ مه ۲۰۰۶      |
| بنین              | ۱۵ سپتامبر ۲۰۰۵ |
| بوسنی و هرزگوین   | ۷ دسامبر ۲۰۰۵   |
| بلغارستان         | ۱۴ سپتامبر ۲۰۰۵ |
| بورکینافاسو       | ۲۱ سپتامبر ۲۰۰۵ |
| کامبوج            | ۷ دسامبر ۲۰۰۶   |
| کلمبیا            | ۱ نوامبر ۲۰۰۶   |
| تیمور شرقی        | ۱۶ سپتامبر ۲۰۰۵ |
| اکوادور           | ۱۵ سپتامبر ۲۰۰۵ |
| مصر               | ۲۰ سپتامبر ۲۰۰۵ |
| استونی            | ۱۴ سپتامبر ۲۰۰۵ |
| غنا               | ۶ نوامبر ۲۰۰۶   |
| یونان             | ۱۵ سپتامبر ۲۰۰۵ |
| گواتمالا          | ۲۰ سپتامبر ۲۰۰۵ |
| گینه              | ۱۶ سپتامبر ۲۰۰۵ |
| گویان             | ۱۵ سپتامبر ۲۰۰۵ |
| ایسلند            | ۱۶ سپتامبر ۲۰۰۵ |
| جمهوری ایرلند     | ۱۵ سپتامبر ۲۰۰۵ |
| اسرائیل           | ۲۷ دسامبر ۲۰۰۶  |
| لیبریا            | ۱۶ سپتامبر ۲۰۰۵ |
| ماداگاسکار        | ۱۵ سپتامبر ۲۰۰۵ |
| مالزی             | ۱۶ سپتامبر ۲۰۰۵ |
| موریس             | ۱۴ سپتامبر ۲۰۰۵ |
| موناکو            | ۱۴ سپتامبر ۲۰۰۵ |
| مونته‌نگرو         | ۲۳ اکتبر ۲۰۰۶   |
| موزامبیک          | ۱ مه ۲۰۰۶       |
| پالائو            | ۱۵ سپتامبر ۲۰۰۵ |
| فیلیپین           | ۱۵ سپتامبر ۲۰۰۵ |
| رواندا            | ۶ مارس ۲۰۰۶     |
| سائوتومه و پرنسیپ | ۱۹ دسامبر ۲۰۰۵  |
| سنگال             | ۲۱ سپتامبر ۲۰۰۵ |
| سیشل              | ۷ اکتبر ۲۰۰۵    |
| سیرالئون          | ۱۴ سپتامبر ۲۰۰۵ |
| سنگاپور           | ۱ دسامبر ۲۰۰۶   |
| اسواتینی          | ۱۵ سپتامبر ۲۰۰۵ |
| سوریه             | ۱۴ سپتامبر ۲۰۰۵ |
| تاجیکستان         | ۱۴ سپتامبر ۲۰۰۵ |
| تایلند            | ۱۴ سپتامبر ۲۰۰۵ |
| توگو              | ۱۵ سپتامبر ۲۰۰۵ |